# Dynamius le Patrice
Dynamius ou Dinamius (v. 545 — v. 595-596), dont le nom était autrefois francisé en Dyname ou Diname, fut à deux reprises (une première fois de 581 au plus tard, mais peut-être dès 575, jusqu'en 587 ; une seconde fois de 592/593 au début de 595) « recteur »  (c'est-à-dire gouverneur) de Provence, avec le titre de « patrice » . Il doit être distingué avec soin de plusieurs personnages homonymes, dont certains étaient peut-être de proches parents, comme le Dynamius marié à une Aureliana ou Aurelia et dont il est question dans deux lettres de Grégoire le Grand (VII, 12 et 33 ; octobre 596 et juillet 597) ou comme le Dynamius d'Arles, père d'un certain Evantius, que mentionne Grégoire de Tours (HF, X, 2, p. 409, 27).

## Biographie

### Origine, formation, mariage
Dynamius appartenait sans doute à une vieille famille de l'aristocratie provençale. Il naquit vers 545, date qu'on peut inférer de deux sources : son épitaphe, rédigée par son petit-fils, selon laquelle il mourut « après avoir passé dix lustres » (vers 13), et une lettre de Grégoire le Grand datée de septembre 595 . 
On ne sait rien de précis sur l'éducation reçue par Dynamius, mais la qualité de son style et sa pratique de la poésie prouvent qu'il a été formé aux studia liberalia, du reste quasi obligatoires dans l'aristocratie provençale de ces temps. En matière de littérature et de rhétorique, le futur patrice pourrait, comme l'a suggéré Dag Norberg, avoir suivi l'enseignement de Parthénius, le petit-fils de Rurice de Limoges, qui instruisit également Arator et Gogon. À ces études classiques s'ajouta peut-être, comme nous l'allons voir, une formation juridique.
Au printemps de l'an 566, Dynamius, alors âgé de vingt-et-un ans environ, assista dans la ville de Metz aux noces de Sigebert Ier et Brunehaut, à la préparation desquelles s'était employé le comte Gogon, conseiller du roi. Il y fit la connaissance du poète Venance Fortunat, auteur de l'épithalame célébrant l'événement. De cette rencontre, probablement marquante pour le jeune Provençal, témoignent deux poèmes de Fortunat (Carmina, VI, 9 et 10). Le plus ancien (VI, 10 ; datable de l'été 566), avant de mentionner, en des termes aussi louangeurs que vagues, des vers que Dynamius avait publiés sous un pseudonyme (v. 57-62), brosse de celui-ci un portrait flatteur : « Vous étiez de noble prestance, de haute naissance, avisé en matière juridique ; vous saviez vous adapter à toutes les circonstances  en faisant preuve d'optimisme, d'humour, de conciliation et de foi » (v. 37-38). L'expression lege sagacem, dans ce passage, pourrait suggérer que Dynamius avait étudié le Droit. Un autre poème composé un an plus tard (VI, 9) nous apprend que notre personnage, retourné dans son pays, vit à Marseille dans les domaines royaux (v. 5), où il semble exercer des fonctions subalternes, peut-être de nature juridique, au service de Sigebert (cf. VI, 10, 33) . 
À une date indéterminée, Dynamius épousa une certaine Eucheria, qui lui survécut dix ans selon l'épitaphe précitée (vers 15). Cette femme appartenait elle aussi, très vraisemblablement, à l'aristocratie sénatoriale ; elle pourrait bien être une descendante du saint évêque de Lyon Eucher. Il ne faut toutefois pas la confondre avec son homonyme (assez probablement une sienne ascendante), l'Eucheria dont nous avons conservé un curieux poème (Anthologia Latina, 390 Riese) : cette dernière, comme l'a montré la recherche récente, florissait dans le troisième quart du Ve siècle et appartenait au cercle de Sidoine Apollinaire .

### Situation de la Provence en 575

Le "couloir austrasien" en Provence, instauré au plus tard en 567 (en bas, à droite, en bleu, de Carpentras à Nice).

Depuis le partage du royaume entre les fils de Clotaire en 561, la Province d'Arles était dans son ensemble rattachée au royaume de Gontran, c'est-à-dire à la Bourgogne, selon une solidarité naturelle. Mais en raison de l'importance de la fenêtre méditerranéenne, les rois d'Austrasie obtinrent un couloir d'accès (le « corridor austrasien ») qui, partant de leur territoire auvergnat, passait par Avignon et aboutissait à Marseille. Ce corridor enclavait la cité d'Arles et ses territoires.
À la mort de Sigebert, en 575, son fils Childebert II dut céder à Gontran la moitié de Marseille, dans la mesure où il avait besoin des armes de son oncle dans sa lutte contre Chilpéric. En réalité, la ville devint une indivision sous l'autorité des deux souverains, représentés par un seul fonctionnaire nommé par le roi austrasien.

### Recteur de Provence
Lorsqu'à une date inconnue, entre 575 et 581, Dynamius devint recteur de Provence, ce fut pour défendre les intérêts du pouvoir austrasien. Mais il ne tarda pas, sous l'influence du comte Gogon, à afficher une nette tendance pro-burgonde en entrant dans la coterie de ce dernier, qui réunissait nombre de grands personnages de la Gaule du sud hostiles aux Neustriens et favorables à une alliance du royaume de Metz avec la Burgondie de Gontran. Devenu l'un des membres les plus éminents, avec le duc de Champagne Loup, du clan de Gogon, Dynamius s'employa donc à limiter les prérogatives de Childebert II et de ses alliés austrasiens soutenus par l'évêque de Marseille Théodore.
Le patrice intervint en 581 dans l'élection épiscopale d'Uzès, après le décès de son titulaire Ferréol, en faisant élire initialement son vieil ami Albinus, ex-préfet. Celui-ci mourut brutalement trois mois après sa nomination et aurait dû avoir pour successeur Jovinus, ex-rector Provinciae, soutenu par Childebert. Mais Dynamius suscita promptement un troisième homme, le diacre Marcel (fils de l'un de ses amis marseillais, le sénateur Félix), qui obtint le siège et parvint à le garder, en corrompant ses adversaires si l'on en croit Grégoire de Tours.
Dès 581, un conflit violent opposa Dynamius à l'évêque de Marseille Théodore. La mort de Gogon (HF, VI, 1) laissa le pouvoir en Austrasie à une faction pro-neustrienne à laquelle Théodore se rallia aussitôt. Dynamius, avec l'appui du clergé marseillais entraîné par l'abbé Anastase et le prêtre Proculus, riposta en obtenant du roi des Burgondes Gontran que Théodore fût chassé de Marseille  : il offrait ainsi à Gontran l'occasion de faire pression sur Childebert en fermant le « corridor autrasien » pour bloquer l'accès à la ville. Théodore appela à son secours les nouveaux maîtres de l'Austrasie, qui envoyèrent pour le rétablir le duc Gondulfus (oncle de la mère de Grégoire de Tours : HF, VI, 11) et son armée. Celui-ci parvint à attirer Dynamius hors de Marseille et à le capturer. Le patrice fut contraint à faire amende honorable et à jurer à nouveau fidélité au jeune roi Childebert II, qui approchait de sa majorité. L'année suivante (582), à sa majorité, Childebert réclama la totalité de la ville de Marseille. Le conflit entre Dynamius et Théodore reprit de plus belle, et devait durer jusqu'en 587. Théodore se compromit un temps en soutenant le prétendant Gondovald (finalement supprimé en mars 585), mais réussit à ne pas être mis en cause au cours du second concile de Mâcon (octobre 585), après quoi il fit à Marseille un retour quasi triomphal (HF, VIII, 20, p. 387, 12-13). Dynamius dut composer avec lui durant les deux dernières années de son mandat. 

Il quitta sa charge de rector Provinciae en 587, et eut pour successeur Nicetius, un parent de Grégoire de Tours (HF, VIII, 43, p. 354, 19-20). Au mois de novembre de la même année, en compagnie du duc Loup, il se réconcilia publiquement avec Childebert lors du traité d'Andelot .

### Un "homme de réseau"?
La singularité de la position de Dynamius, à la fois représentant officiel de l'Austrasien Childebert II et proche du Burgonde Gontran, un "adversaire" des Austrasiens, s'explique probablement par ses relations. En effet, Dynamius faisait partie de la faction (ou, si l'on préfère, du « réseau »)  du puissant comte Gogon, ancien ministre de Sigebert (assassiné en 575), protégé de sa veuve Brunehaut et régent du royaume austrasien pendant la minorité de Childebert. Ce groupe des « amis de Gogon » mit en œuvre des stratégies concertées, à la fois politiques et sociales, bien qu'il servît essentiellement, en dehors de toute idéologie, à défendre les intérêts personnels de ses membres . Un haut niveau culturel était requis pour entrer dans cette société composée à la fois d'héritiers et d'une élite de compétence : c'est ainsi que Pierre Riché a pu parler d'un « cercle littéraire austraso-provençal » autour du patrice Dynamius . Les liens de notre personnage avec Venance Fortunat, qui se maintinrent très probablement même si n'en avons plus de témoignages après 567, et surtout la commande hagiographique à lui passée par l'évêque de Riez Urbicus, montrent son prestige intellectuel . Enfin, on connaît l'estime que lui portait le pape Grégoire le Grand.

### Le littérateur et l'hagiographe
Son goût du pouvoir et de l'action n'empêcha pas Dynamius de consacrer ses loisirs à la littérature, dont il avait tâté dès ses jeunes années puisque, nous l'avons vu, il versifiait déjà lorsqu'il connut Fortunat, en 566. L'amitié de ce dernier l'encouragea certainement à persévérer dans la poésie. Aucune pièce en vers ne nous est toutefois parvenue sous son nom, à l'exception peut-être d'un Éloge de l'île de Lérins (Laus de Lerine insula) en treize distiques élégiaques qui pourrait bien être de sa plume. En revanche, nous avons conservé de lui deux lettres, rédigées au plus tard en 568 et typiques du style affecté qu'on cultivait à cette époque , et surtout une Vie de saint Maxime, évêque de Riez (BHL 5853), composée, vraisemblablement entre 581 et 587, à la demande d'Urbicus de Riez . Ce texte, important à plus d'un titre, n'est pas l'unique incursion de Dynamius dans le domaine hagiographique. Adon de Vienne signale en effet dans son Martyrologe, au 27 janvier, que le patrice rédigea une Vie de saint Marius (en français Mary ou May), abbé de la Val-Benois (diocèse de Sisteron) au VIe siècle. L'original de cette Vita Marii est perdu, mais nous avons en conservé une sorte d'épitomé à usage liturgique (BHL 5540), exécuté au IXe ou au Xe siècle par un moine de Forcalquier . Notons que les deux genres abordés par Dynamius (la poésie et l'hagiographie) sont précisément ceux auxquels se cantonna son ami Fortunat : ne pourrait-on voir là l'indice d'une rivalité littéraire entre les deux hommes ? 

### Dernières responsabilités et mort
Une lettre de Grégoire le Grand datée d'avril 593 et adressée à Dynamius nous apprend que celui-ci était, à cette époque, recteur du patrimoine de Saint-Pierre en Provence ; elle salue l'intéressé du titre de « patrice des Gaules », ce qui suggère (avec une forte probabilité) qu'il était redevenu rector Provinciae. Le pape y félicite notre homme de son zèle et de son efficacité comme gestionnaire pontifical, et lui annonce l'envoi, en signe de gratitude, d'une petite croix d'orfèvrerie sertie de reliques de saint Pierre et de saint Laurent . Le patrice Dynamius apparaît encore, sans être expressément nommé, dans une lettre grégorienne de septembre 593 traitant d'une mission diplomatique auprès du menaçant Agilulf, roi des Lombards, puis à nouveau en juillet 594, toujours à propos des incursions lombardes . Ce sont là les dernières attestations de son mandat politique. L'activité publique de notre personnage fut sans doute contrariée par la maladie. Une lettre du pape du 15 avril 595 mentionne un patrice Arigius qui paraît bien être le successeur de Dynamius à la fois comme rector Provinciae et comme patrice . En septembre 595, l'ex-patrice ne pouvant plus exercer ses fonctions d'administrateur du patrimoine provençal de Saint-Pierre, Grégoire le Grand envoya le prêtre Candidus pour l'y remplacer . On peut donc supposer que Dynamius fut atteint, dans le courant de l'année 595, d'une maladie grave et invalidante qui le contraignit à se démettre de ses charges.
Dynamius mourut, selon toute vraisemblance, vers la fin de 595 ou l'année suivante, à l'âge approximatif de cinquante ans. Un de ses petits-fils, qui portait le même nom, rédigea pieusement l'épitaphe métrique (en onze distiques élégiaques) de son grand-père et de sa grand-mère, décédée dix ans après son mari, donc vers 605/606 . Ce texte au ton panégyrique et très convenu est avare d'informations sur la vie et la carrière du personnage. Il précise toutefois (au v. 6) que le couple fut enseveli dans un sanctuaire dédié au saint martyr Hippolyte ; mais nous ignorons où se trouvait cet édifice, dont le vocable n'est pas attesté dans la Provence de l'Antiquité tardive et du Haut Moyen Âge.